# Gare de Marseille-Blancarde
Ne doit pas être confondu avec Gare de Marseille-Saint-Charles.
La gare de Marseille-Blancarde est l'une des gares ferroviaires françaises située sur le territoire de Marseille (quartier de La Blancarde), dans le département des Bouches-du-Rhône, en région Provence-Alpes-Côte d'Azur.
Il s'agit d'une gare de la Société nationale des chemins de fer français (SNCF), desservie par un Intercités de nuit et par des trains régionaux (TER Provence-Alpes-Côte d'Azur).

## Situation ferroviaire
Gare de bifurcation, elle est située au point kilométrique 3,258 de la ligne de Marseille-Saint-Charles à Vintimille (frontière). Elle est également l'origine de la ligne de Marseille-Blancarde à Marseille-Prado, utilisée pour le fret. Le raccordement des Chartreux, situé à l'ouest, permet de rejoindre la ligne de Paris-Lyon à Marseille-Saint-Charles, en évitant un rebroussement en gare de Saint-Charles. Son altitude est de 50 mètres.

## Histoire
La gare est le point d'arrêt marseillais de certains trains reliant Paris à la Côte d'Azur (autrefois le Paris-Côte d’Azur et le Train bleu, notamment ; desserte restaurée entre décembre 2015 et décembre 2017 puis à partir de mai 2021, avec l'Intercités de nuit Paris – Nice), qui évitent le rebroussement en gare Saint-Charles en empruntant le raccordement des Chartreux. L'existence d'une ligne de tramway (la ligne 68) joignant la gare de la Blancarde au cœur de la ville, par le boulevard Chave et le tunnel sous la Plaine, facilitait son utilisation.
À partir de 2009, la gare fait l'objet de nombreux travaux dans le réaménagement de la ligne entre la Blancarde et Aubagne. En ce qui concerne cette gare, des travaux de signalisation sont réalisés en vue de moderniser les infrastructures sur le tracé menant à la gare Saint-Charles. L'essentiel des travaux de génie civil de cette zone se concentre quant à lui en amont, entre la gare et celle de La Pomme (ponts-rail, terrassement, etc.).

## La gare
Elle est la deuxième gare de Marseille pour le trafic voyageurs, loin derrière la gare Saint-Charles. Elle est située à l'est du centre-ville, à la jonction des 4e, 5e et 12e arrondissements de Marseille.
Elle comporte, pour la partie voyageurs, 4 voies à quai en 2 faisceaux pair-impair. L'un des faisceaux vient de la gare Saint-Charles et se dirige vers Aubagne, Toulon et Vintimille, l'autre provient du raccordement des Chartreux et conduit vers le dépôt de la Blancarde. Cependant des aiguillages permettent en amont et en aval le croisement des itinéraires (St-Charles vers dépôt et vice-versa, Chartreux vers Toulon et vice-versa).
À l'entrée ouest de la gare, la ligne de Marseille-Blancarde à Marseille-Prado diverge de la ligne principale pour aller desservir le centre de transfert des résidus urbains (CTRU) de la Capelette, dont le « train des fleurs » emporte quotidiennement le chargement vers l'incinérateur de Fos-sur-Mer. Les voies de la ligne du Prado sont situées en avant de celles de Toulon : les voyageurs doivent donc les franchir (à niveau) pour accéder aux trains, tandis qu'un bâtiment annexe est placé entre les voies Prado et les voies Toulon, qui ne sont pas parallèles.
L'ensemble des voies est électrifié en 1 500 V continu, comme la ligne de Paris-Lyon à Marseille-Saint-Charles. Le changement d'alimentation pour la poursuite en direction de Vintimille s'effectue à quelques centaines de mètres en aval de la Blancarde.

galerie de photographies
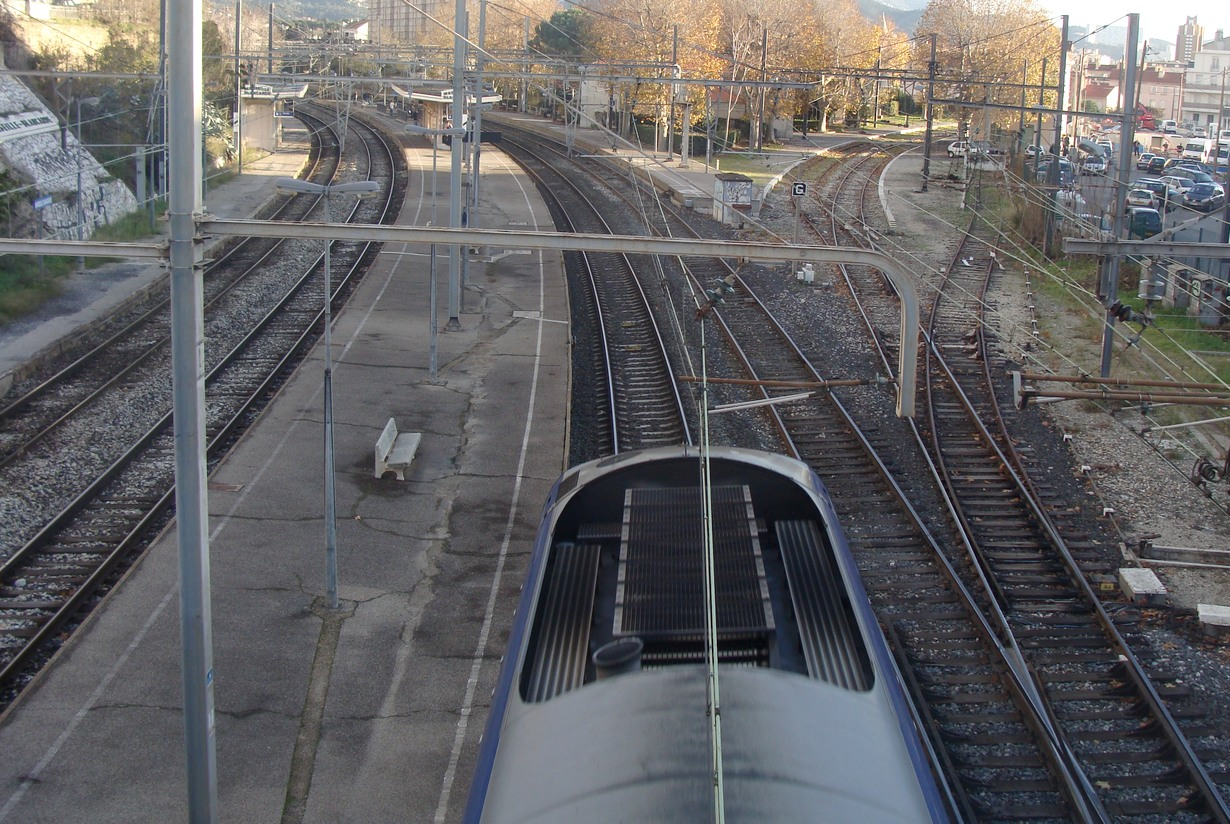
Vue d'ensemble des voies en gare.
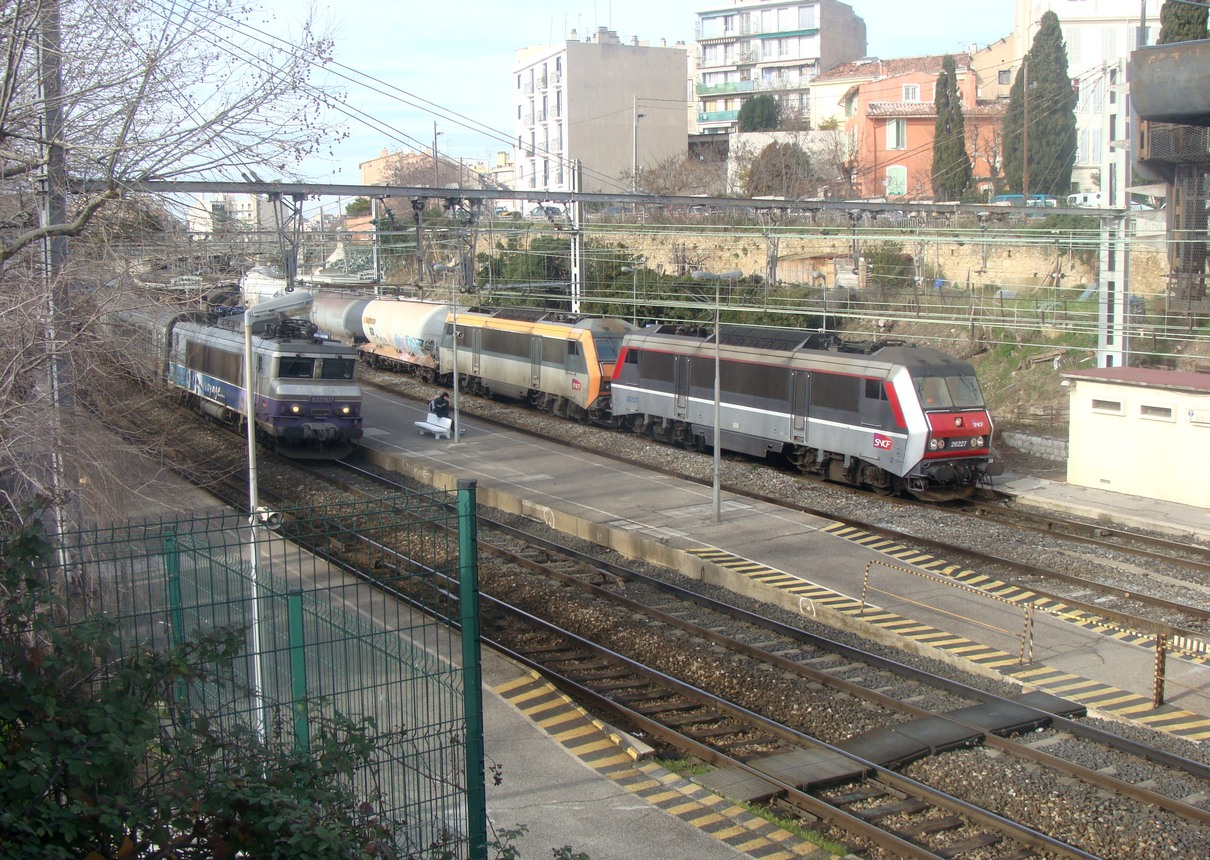
Une rame voyageurs dépasse un train de marchandises.
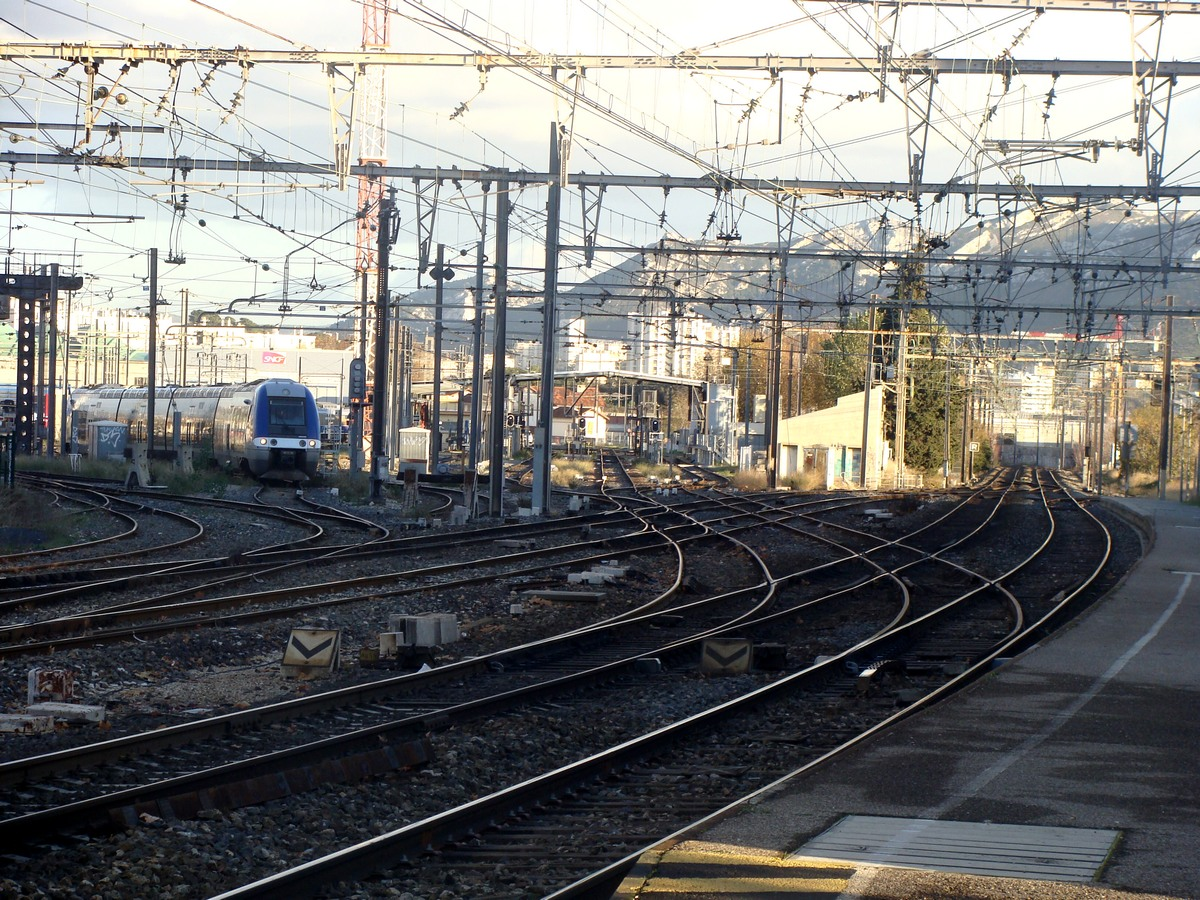
Un TER sort du dépôt ; à droite les voies vers Toulon.
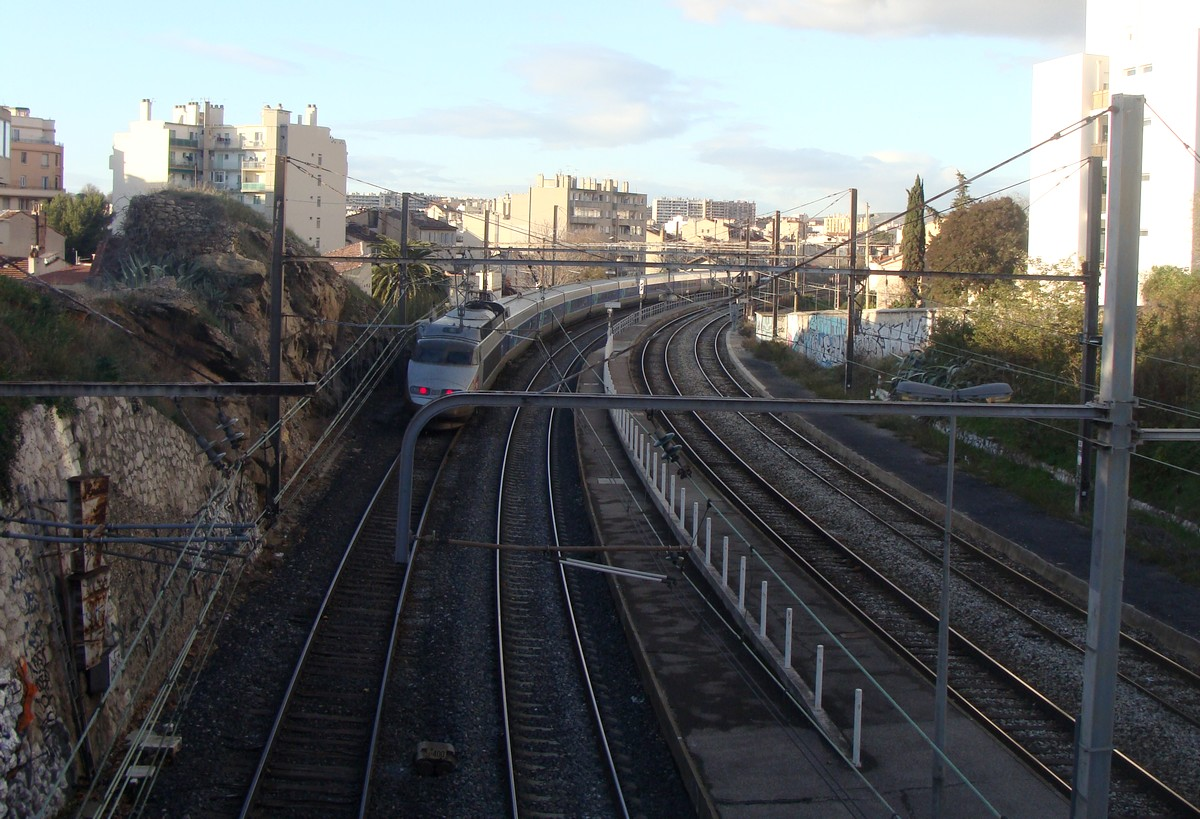
Les voies en direction de Saint-Charles ; un TGV sur la voie 4.

## Fréquentation
De 2015 à 2023, selon les estimations de la SNCF, la fréquentation annuelle de la gare s'élève aux nombres indiqués dans le tableau ci-dessous.
| Année                     | 2015    | 2016    | 2017    | 2018    | 2019    | 2020    | 2021    | 2022    | 2023    |
| ------------------------- | ------- | ------- | ------- | ------- | ------- | ------- | ------- | ------- | ------- |
| Voyageurs                 | 319 669 | 380 068 | 436 131 | 424 347 | 504 437 | 392 563 | 556 092 | 663 750 | 691 530 |
| Voyageurs + non voyageurs | 399 587 | 475 085 | 545 163 | 530 434 | 630 546 | 490 704 | 695 115 | 829 688 | 864 413 |

## Service des voyageurs

### Accueil
La gare est ouverte tous les jours. Elle dispose de guichets d'accueil et de vente ; des distributeurs automatiques sont à la disposition des voyageurs. La gare a conservé une importante activité guichet, la seule dans ce cas à Marseille en dehors de Saint-Charles.

### Desserte
La gare est desservie par les trains TER Provence-Alpes-Côte d'Azur de la ligne 01, Marseille – Aubagne – Toulon – Hyères.
Elle est également desservie par les Intercités de nuit reliant Paris à Nice.

### Intermodalité
La gare est desservie par le réseau de la Régie des transports métropolitains (RTM) :
- ligne M1 du métro ;
- lignes T1 et T2 du tramway ;
- ligne de bus 67 (terminus).

Un parking souterrain et une station pour vélos (service « Le Vélo ») sont disponibles à proximité de la gare.

## Service des marchandises
Cette gare est ouverte au service du fret (y compris pour le service des wagons isolés).

## Avenir

### Nouvelle ligne de tramway
La gare de Marseille-Blancarde est souvent évoquée[réf. nécessaire] comme terminus d'une nouvelle ligne de tramway entre La Blancarde (SNCF, M1, T1, T2) et le parc du 26e Centenaire, par la réutilisation de la ligne de Marseille-Blancarde à Marseille-Prado. Cette ligne, entièrement en site propre, desservirait les quartiers de la Timone (M1) et de la Capelette, aujourd'hui fortement congestionnés.

### Dessertes ferroviaires vers l'aéroport
Dans les prochaines années, de nouvelles relations ferroviaires diamétrales seront mises en place[réf. nécessaire] par la région Provence-Alpes-Côte d'Azur entre Toulon, Miramas et Avignon-Centre. Ces trains effectueront des arrêts à Marseille-Blancarde et Vitrolles-Aéroport Marseille Provence.

### Dessertes ferroviaires par des trains de grandes lignes
La gare de Marseille-Blancarde est souvent évoquée comme alternative à la desserte du plateau Saint-Charles par les trains de grandes lignes (notamment les TGV) continuant vers Nice-Ville. Cela permettrait d'éviter le rebroussement des trains en gare de Marseille-Saint-Charles et donc de réduire la durée de parcours d'une dizaine de minutes.

## Au cinéma
Dans le film Le Cercle rouge de Jean-Pierre Melville, sorti en 1970, le commissaire François Mattei (rôle interprété par Bourvil) doit escorter le malfrat Vogel jusqu'à Paris ; il monte avec lui à bord du Train bleu, lors de son arrêt en gare de Marseille-Blancarde.